# Huilaea mutisiana
Huilaea mutisiana är en tvåhjärtbladig växtart som beskrevs av Antonio Lorenzo Uribe Uribe. Huilaea mutisiana ingår i släktet Huilaea och familjen Melastomataceae. IUCN kategoriserar arten globalt som starkt hotad. Inga underarter finns listade i Catalogue of Life.